# Коростень-Подільський
Коростень-Подільський — дільнична залізнична станція 2-го класу Коростенської дирекції Південно-Західної залізниці на неелектрифікованій лінії Коростень — Овруч між станціями Коростень (4 км) та Сокорики (5 км). Розташована в місті Коростень Житомирської області.
На станції знаходиться локомотивне депо Коростень

## Історія
Станція відкрита 1916 року. Електрифікована 1985 року під час електрифікації залізничного вузла. 

## Пасажирське сполучення
На станції зупиняються приміські дизель-поїзди поїзди сполученням Коростень — Бережесть. 
Для приміських електропоїздів сполученням Коростень —  Коростень-Подільський є кінцевою (1 пара на день).